# St. Maria (Dilpersried)

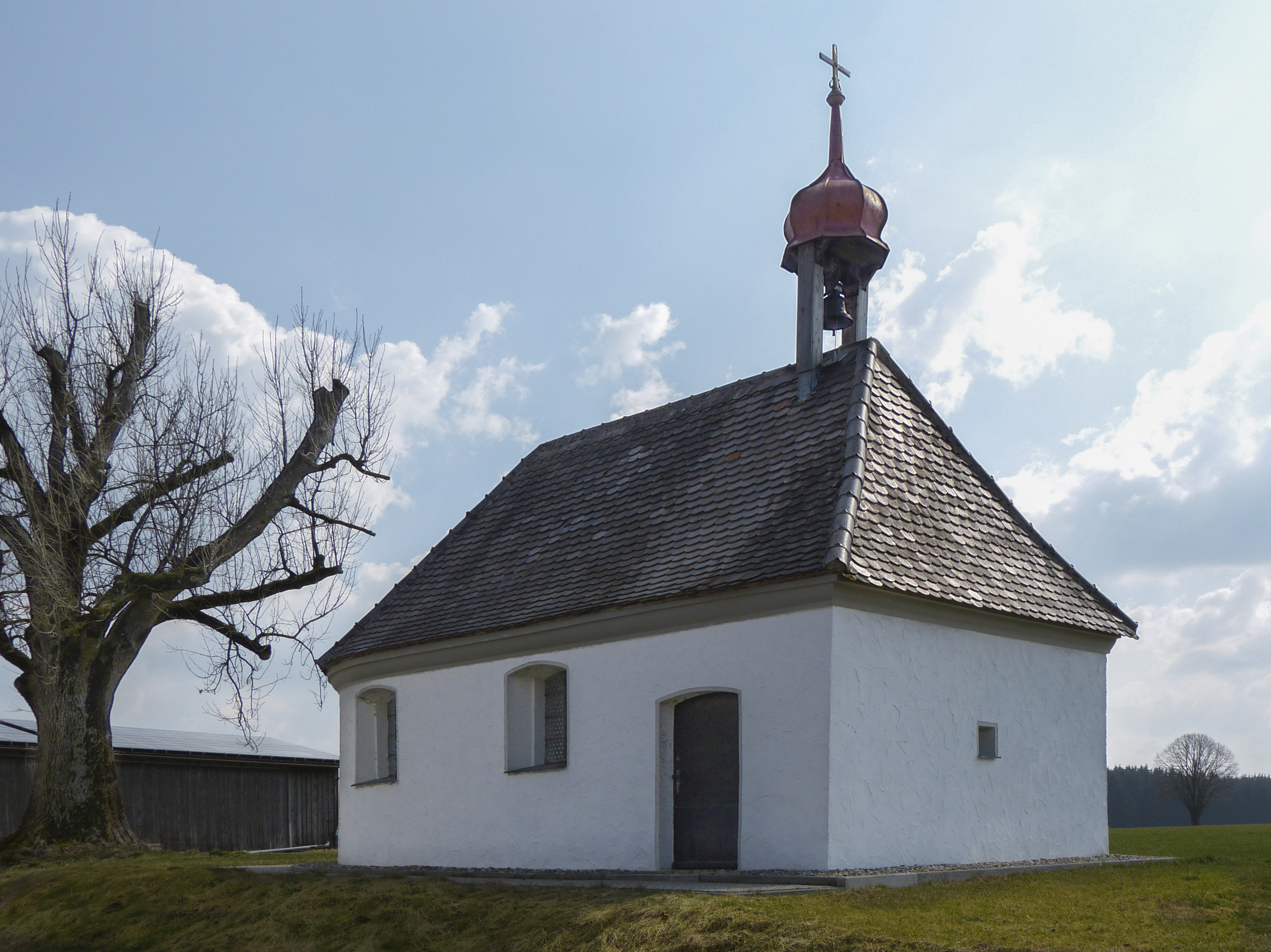
St. Maria in Dilpersried

Die römisch-katholische Kapelle St. Maria befindet sich in Dilpersried, einem Ortsteil von Lautrach im Landkreis Unterallgäu in Bayern. Die Kapelle steht unter Denkmalschutz.

## Baubeschreibung

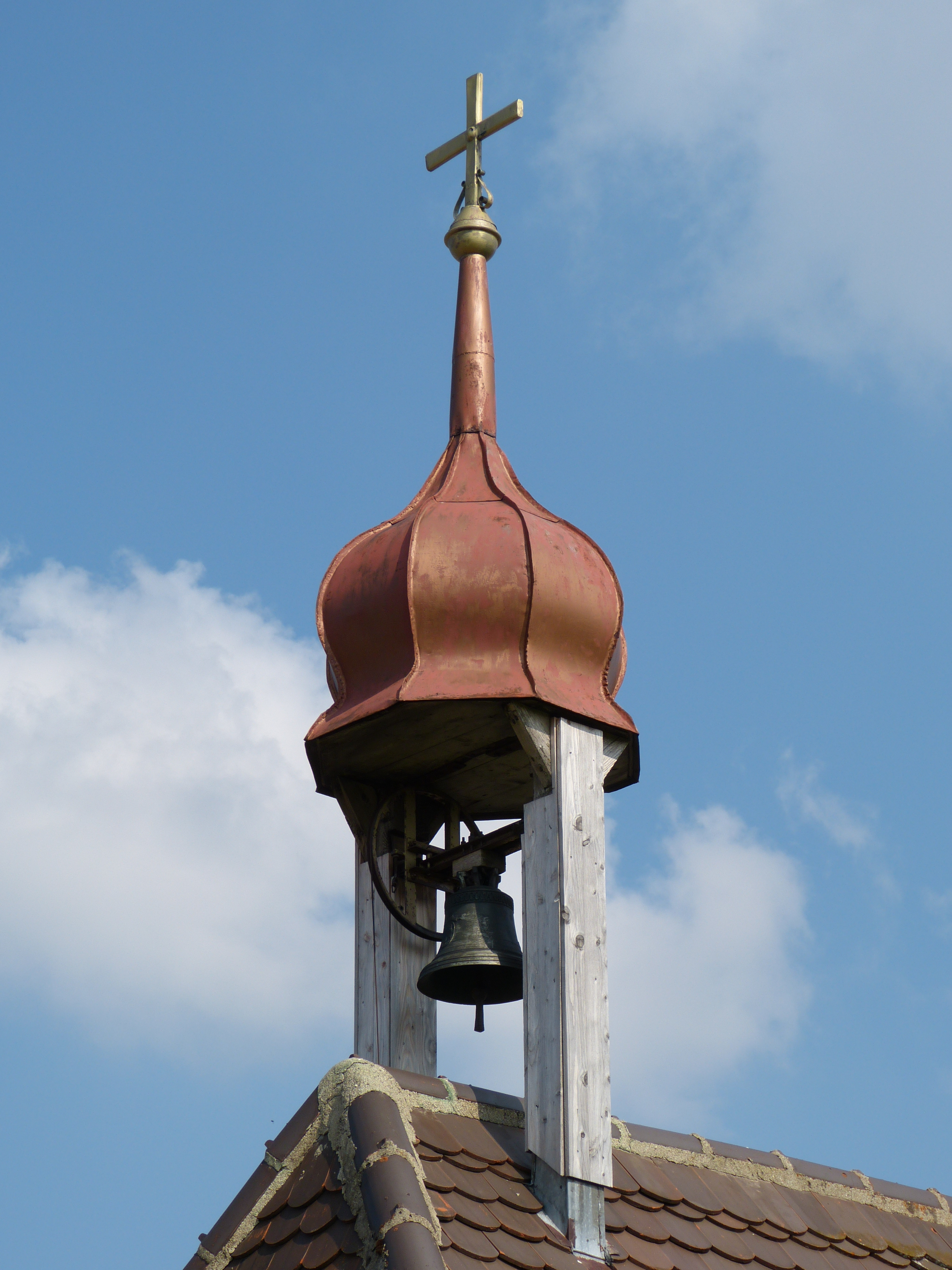
Dachreiter mit Zwiebelkuppel von St. Maria in Dilpersried

Die geostete Kapelle wurde im 18. Jahrhundert errichtet. Der Altarraum ist rund geschlossen und schließt über einen gedrückten Chorbogen an das flachgedeckte Langhaus an. Die Kapelle verfügt über vier stichbogige Fenster sowie einen hölzernen Dachreiter mit Zwiebelkuppel.

## Ausstattung
Der Altar ist ein marmorierter Holzaufbau aus dem frühen 18. Jahrhundert. In einer Nische befindet sich die Figur der Muttergottes. Diese ist mit glatten und gedrehten Säulen umgeben. Das Gestühl stammt wie die Kapelle aus dem 18. Jahrhundert und besteht aus Nadelholz. Ein auf Holztafeln gemalter Kreuzweg bestehend aus 16 Stationen ist in der Kapelle angebracht. Dieser stammt ebenfalls aus dem 18. Jahrhundert. Des Weiteren ist ein Leinwandbild der Heiligen Familie aus dem 19. Jahrhundert enthalten. Auf zwei Holztafeln aus dem Anfang des 19. Jahrhunderts befinden sich die Bildnisse von Maria und des hl. Antonius. In der Kapelle befinden sich noch mehrere gefasste Holzfiguren. Dies sind ein hl. Martin und ein hl. Mönch, beide aus dem 18. Jahrhundert stammend. Aus dieser Zeit stammt auch das Vesperbild.